# Аллан, Джеймс (регбист)
Джеймс Аллан (англ. James Allan; 11 сентября 1860, Ист-Талери — 2 сентября 1934, Хауэра) — новозеландский регбист, выступавший на позиции нападающего. Регби Новой Зеландии рассматривается как первый в истории Новой Зеландии регбист, участник первого в истории «Олл Блэкс» регбийного матча.

## Биография
Аллан учился в средней школе Отаго, выступал на протяжении шести сезонов за команду региона Отаго (там выступали трое его братьев) и за клуб «Таиери» в Мосгиле. Играя на позиции нападающего, он обладал всеми необходимыми качествами, характерными для игроков команды Отаго: постоянно находился на передовой, был «стойким как гвоздь» и старался никогда не выпускать мяч. За свои габариты получил прозвище «Гигант из Таиери».
Все восемь игр за сборную Новой Зеландии Аллан провёл в 1884 году в течение 23 дней, во время турне по Новому Южному Уэльсу (всего тогда новозеландцы сыграли 9 матчей). Дебютным стал матч 22 мая 1884 года против команды Веллингтона, а сам Аллан занёс три попытки в 8 матчах (каждая попытка тогда стоила 2 очка). Аллан стал не только первым в истории новозеландским регбистом, но и первым представителем регбийного союза Отаго. Всего для турне 1884 года каждый из регионов (Окленд, Веллингтон, Кентербери и Отаго) выделил определённую квоту: Окленд, Веллингтон и Отаго делегировали по 5 человек, Кентербери — 4 человека, назначив своего игрока, Уильяма Миллтона, капитаном команды.